# Iakov Iakovlévitch Gordienko
Iakov Iakovlévitch Gordienko (en russe : Яша Гордиенко, Яков Яковлевич Гордиенко ; Odessa, 16 avril 1925 à Odessa - Odessa, juillet 1942) est un partisan soviétique, adhérent de l'Union des jeunesses léninistes communistes.

## Biographie
Il naît le 16 avril 1925 dans la famille d'un ancien matelot du cuirassé Sinop. En 1940, il termine la neuvième année de l'école secondaire, puis il étudie à l'École secondaire navale spécialisée (Odessa). Il a été membre du Komsomol. 
En août 1941, il adhère au détachement du capitaine de NKVD Molodtsov-Badayev, qui se forme pour mettre en place des actions de sabotage contre les envahisseurs nazis et roumains. Il est d'abord agent de liaison dans une « équipe volante », puis devient son chef. Sous les nazis, Iakov Gordienko se montre un brave partisan, plein d'astuce et de génie. Grâce à Iakov et son équipe, le commandement de Moscou reçoit des renseignements précieux. Il participe à des opérations militaires contre les forces d'occupation allemandes et roumaines. 
Trahi par Anton Fedorovitch Boyko, le 9 février 1942 lui, son chef Molodtsov-Badayev et quelques autres membres du détachement de partisans sont capturés dans l'appartement sécurisé.[pas clair]
Du 9 février à la mi-mai, Iakov est enfermé à la prison de Siguranţă (service roumain de sécurité). Il y fait preuve de courage, il ne trahit personne pendant les tortures incessantes.
Après la prison de Siguranţă, il est jeté dans la prison centrale d'Odessa et condamné à mort.
À la fin de juillet 1942, les occupants font sortir Iakov et quelques patriotes pour les fusiller. Pendant le trajet vers les champs d'artillerie, le jeune patriote commence à chanter un chant révolutionnaire. Les soldats de garde lui crient en vain de se taire. Enfin, l'un d'eux abat Iakov d'un coup de pelle à la tête, dont il meurt.

## Distinctions
- Ordre de la Guerre patriotique 1re classe
- Médaille de Partisan de la Grande Guerre Patriotique 1re classe
- Médaille pour la Défense d'Odessa

## Hommages posthumes
- En 1964, la dépouille de Iakov Gordienko a été réenterrée sur l'Allée de la Gloire du parc Chevtchenko à Odessa ;
- Dans les années 1960–2000, le nom de Iakov Gordienko a été porté par le Palais des écoliers de la région d'Odessa ;
- Son nom est décerné à une rue dans le quartier ouvrier de Slobodka (Odessa) ;
- En 1973, le metteur en scène soviétique Marc Tolmatchov (ru) a tourné un film sur Gordienko, Le gamin s'appelait Capitaine (ru).
- Le bâtiment où I. Gordienko a fait ses études porte aujourd'hui une plaque commémorative.